# Carmoklooster

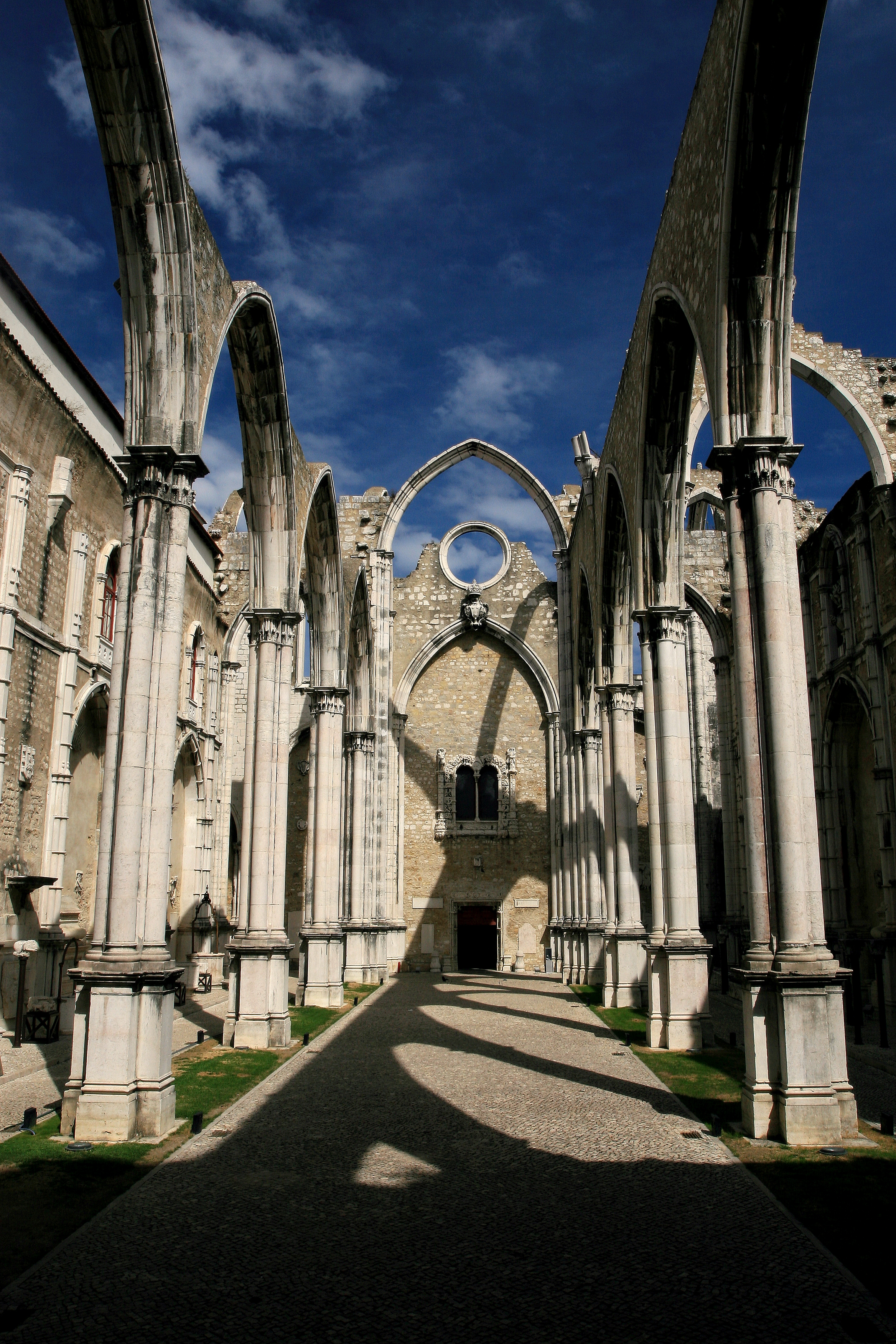
Deel van de ruïne van het schip van de kerk in 2008

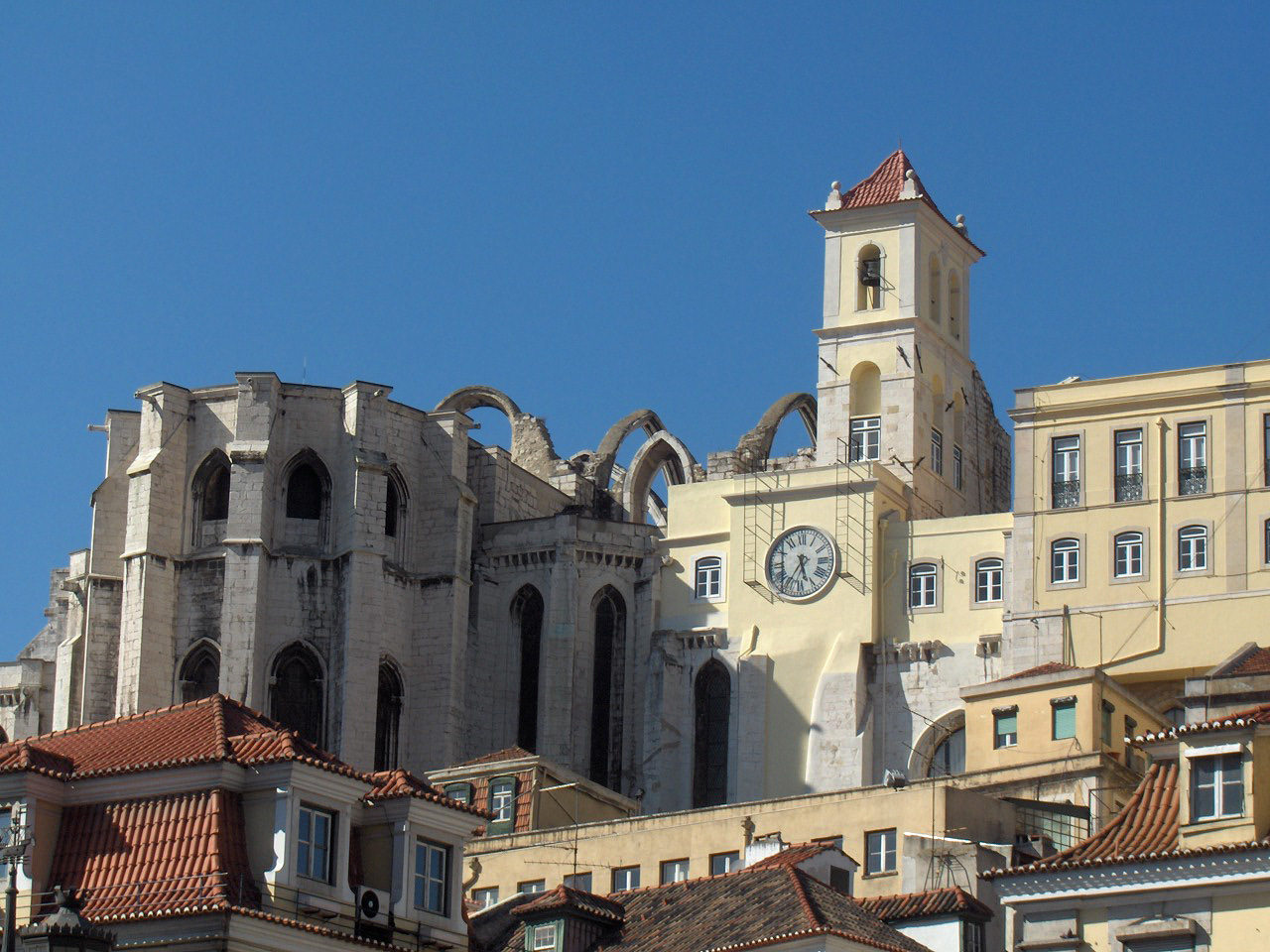
Uitzicht op de apsis van het klooster vanaf het Rossioplein in 2006

Het Carmoklooster (Portugees: Convento da Ordem do Carmo) is een historisch gebouw in Lissabon, Portugal. Het gebouw is een voormalig klooster met bijbehorende kerk, gelegen in de wijk Chiado. Beide gebouwen raakten zwaar beschadigd tijdens de Aardbeving in Lissabon in 1755. De ruïnes van de gotische kerk zijn vandaag de dag het grootste nog bestaande bewijs van de aardbeving.
Het gebouw is tegenwoordig een archeologisch museum en hoofdkwartier van de Guarda Republicana.

## Geschiedenis
Het Carmoklooster werd in 1389 gesticht door de Portugese ridder Nuno Alvares Pereira voor de Karmelieten. Pareira had in 1385 het Portugese leger geleid in de Slag bij Aljubarrota. De eerste inwoners van het klooster waren Karmelieten uit Moura, die in 1392 hun intrede in het klooster namen. In 1404 doneerde Álvares Pereira zijn rijkdom aan het klooster en in 1423 werd hij er zelf monnik.
Op 1 november 1755 werden het klooster en de kerk grotendeels verwoest tijdens de aardbeving in Lissabon. De bibliotheek ging met zijn 5000 boeken geheel ten onder. De restanten van het klooster werden heringericht als militair kwartier. De kerk werd nooit geheel herbouwd en werd in 1864 gedoneerd aan de Associatie voor Portugese Archeologen, die er een museum van maakten.
Tijdens de Anjerrevolutie diende het klooster als laatste bolwerk van president Marcello Caetano en de soldaten die hem trouw waren.

## Architectuur
Het klooster en de kerk werden gebouwd tussen 1389 en 1423 in de doorsnee gotische stijl zoals die destijds gebruikelijk was voor Bedelorden. Er zijn ook duidelijk invloeden van het Batalhaklooster, welke rond dezelfde tijd werd gebouwd.
De vloer van de kerk heeft de vorm van een Latijns kruis. De voorgevel had een portaal met verschillende archivolten en kapitelen gedecoreerd met plant- en antropomorfische motieven. Het roosvenster is deels verwoest.
Het interieur van de kerk heeft een schip met drie zijbeuken en een apsis. Het stenen dak van het schip stortte bij de aardbeving in en is nooit herbouwd.

## Museum
Het schip en de apsis van de kerk zijn tegenwoordig een klein museum met voorwerpen uit alle periodes van de geschiedenis van Portugal. Het schip bevat een reeks tombes, fonteinen, ramen en andere architectonische relikwieën uit verschillende plaatsen en in verschillende bouwstijlen.
De oude apsiskapellen worden ook gebruikt als expositiekamers. In een ervan liggen prehistorische objecten opgegraven bij een fortificatie nabij Azambuja (3500–1500 voor Christus).
De gotische tombes zijn onder andere van Fernão Sanches, een bastaardzoon van koning Dionysius van Portugal, en Ferdinand I van Portugal.